# Hector Zazou

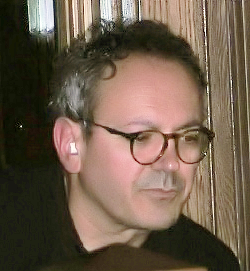
Hector Zazou, 2006 in Chicago

Hector Zazou (* 11. Juli 1948 in Sidi Bel Abbès, Algerien; † 8. September 2008 in Paris) war ein französischer Komponist und Musikproduzent, der seit 1976 mit einer Reihe von internationalen Künstlern zusammen arbeitete, darunter David Sylvian, Ryūichi Sakamoto, Lisa Gerrard, Brendan Perry, Sandy Dillon, Mimi Goese, Barbara Gogan, Sevara Nazarxon, Carlos Núñez, die italienische Band PGR, Anne Grete Preus, Laurence Revey und Sainkho.

## Leben und Karriere
Zazou erregte erstmals internationale Aufmerksamkeit als Teil des ZNR-Duos mit Joseph Racaille, wo beide elektronische Keyboards spielten. Ihr 1976 erschienenes Debütalbum Barricade 3 zeichnete sich durch seinen Satie-Einfluss aus, auf das Wesentliche reduziert.
Zu seinen langjährigen Mitmusikern zählten der Trompeter Mark Isham, der Gitarrist Lone Kent, die Cellistin und Sängerin Caroline Lavelle, der Trompeter Christian Lechevretel, der nach Sahara Blue auf allen Alben von Zazou zu hören ist, der Klarinettist und Flötist Renaud Pion (seit Les Nouvelles Polyphonies Corses), der Schlagzeuger Bill Rieflin und der japanische Aufnahmekünstler Ryūichi Sakamoto.
Seine Diskographie zeigt seine Vorliebe für kulturübergreifende Zusammenarbeit und Techniken, Klänge durch Sampling von traditionellem Musik-Material einzusetzen. Er wurde von Peter Gabriels Album Passion beeinflusst. Auf seinem Album Les Nouvelles Polyphonies Corses zeigt er die Verschmelzung der musikalischen Polaritäten, traditionell und modern, elektronisch und akustisch.
Das Album Noir et blanc von 1983, aufgenommen mit dem kongolesischen Sänger Bony Bikaye, wurde weithin als eines der frühesten und beeindruckendsten Experimente zur Verschmelzung afrikanischer und elektronischer Musik genannt. Zazou betrachtete seine Arbeit in den 1980er Jahren als seine Lehrzeit im Studio. Auf seinem 1986 erschienenen Album Reivax au Bongo experimentierte er mit der Verschmelzung von klassischem Gesang, Sampling-Techniken und der Elektronischer Musik. Auf seinem 1989 erschienenen Album Géologies kombinierte er die elektronische Musik mit einem Streichquartett.
Die Alben, die er seit den 1990er Jahren unter seinem eigenen Namen veröffentlicht hatte, waren in der Regel Konzeptalben, die aus literarischen oder folkloristischen Quellen schöpften. Die Lieder auf jedem seiner Alben waren durchmischt von Pop-, Folk-, Weltmusik-, Avantgarde- und Klassischer Musik.
Zazous Album Sahara Blue von 1992 basierte auf einer Idee von Jacques Pasquier. Pasquier schlug vor, dass Zazou den 100. Todestag des Schriftstellers Arthur Rimbaud mit der Vertonung von Rimbauds Poesie feiern sollte. Auf den Titeln der Aufnahme hört man gesprochene Texte von Gérard Depardieu, Dominique Dalcan mit der Musik von Brendan Perry und Lisa Gerrard, Tim Simenon und David Sylvian. Er adaptierte dafür sogar ein traditionelles äthiopisches Lied.
1994 veröffentlichte er das Album Chansons des mers froides (veröffentlicht auch unter Songs from the Cold Seas). Das Album basiert auf traditionellen Volksliedern mit dem Thema Ozean, aus den Ländern Kanada, Finnland, Island und Japan. Es enthielt Gesänge von Pop- und Rockkünstlern wie Björk, Suzanne Vega, John Cale, Värttina, Jane Siberry und Siouxsie Sioux sowie Aufnahmen von schamanischen Beschwörungsformeln und Schlafliedern von Ainu-, Nanai-, Inuit- und Jakut-Sängern. Zu den Musikern gehörten Mark Isham, Brendan Perry, der Schlagzeuger Budgie und das Balanescu-Quartett. Ein Kameramann begleitete Zazou bei dem Projekt. Sie drehten und nahmen in Alaska, Kanada, Grönland, Japan, Skandinavien und Sibirien auf. Der Titel The Long Voyage war das einzige Lied, bei dem es sich um eine Originalkomposition von Zazou handelte. Er schrieb den Titel aus Dankbarkeit gegenüber seiner Plattenfirma Sony, die ihm völlige künstlerische Freiheit gewährte. Das Album wurde von Suzanne Vega und John Cale 1995 aufgeführt und als EP veröffentlicht. Die EP enthielt sowohl Remixe von Mad Professor als auch von Zazou selbst.
Zazous gemeinsames Album mit Sandy Dillon, 12 (Las Vegas Is Cursed), aus dem Jahr 2000 war ein finanzieller Misserfolg. In dem Booklet von Sonora Portraits 2, schrieb Zazou, dass 12 (Las Vegas Is Cursed) sein aufwändigstes Album war. Er beschrieb es als ein Werk mit schwarzem Humor und betrachtete seine Instrumentalkomposition Sombre auf dem Album als eines seiner besten Lieder überhaupt.
Das Album Strong Currents erschien 2003 und hatte eine rein weibliche Gesangsbesetzung, zu der Laurie Anderson, Melanie Gabriel, Lori Carson, Lisa Germano, Irene Grandi, Nina Hynes, Jane Birkin und Caroline Lavelle gehörten. Zu den Musikern gehörten Ryuichi Sakamoto, Dennis Rea, Bill Rieflin und Archaea Strings. Die Fertigstellung des Albums dauerte sechs Jahre. Im Jahr 2004 veröffentlichte Zazou L'absence mit den Instrumentalstücken von Strong Currents und dem französischen Sänger Edo.
Zazou war Mitglied des Musikkollektivs Slow Music. Zur Besetzung gehörten auch Robert Fripp und Peter Buck an der Gitarre, Fred Chalenor am Bass, Matt Chamberlain am Schlagzeug und Bill Rieflin an Keyboard und Schlagzeug. Zazou steuerte die elektronischen Klänge zur Musik der Gruppe bei. Gleichzeitig beschäftigte er sich in anderen Werken, darunter der Soundtrack für Carl Theodor Dreyers Stummfilm La passion de Jeanne d'Arc und die 2006 als CD veröffentlichte Multimedia Zusammenarbeit von Quadri+Chromies.
Das letzte Projekt, an dem er arbeitete, war das Album In the House of Mirrors, auf dem er eine neue Sichtweise auf die klassische asiatische Musik bot. Mit einer Anspielung auf einige der in den 1970er Jahren von Terry Riley, Robert Fripp und Brian Eno produzierten Musik. In the House of Mirrors wurde in Mumbai unter Mitwirkung von vier herausragenden Instrumentalisten aus Indien und Usbekistan sowie den Gastmusikern Diego Amador und Nils Petter Molvær aufgenommen. Das Album erschien nur wenige Wochen nach seinem Tod im September 2008.

## Diskografie

### Alben
- 1976 Barricades 3 – ZNR (Isadora)
- 1978 Traité de mécanique populaire – ZNR (Scopa Invisible)
- 1979 La perversita (Scopa Invisible)
- 1983 Noir et blanc – Zazou / Bikaye / CY1 – (Crammed, CD-Wiederveröffentlichung 1990 mit zusätzlichen Titeln)
- 1984 Géographies (Crammed/Made to Measure Vol. 5)
- 1985 Mr. Manager – Zazou / Bikaye – (Crammed/Pow Wow)
- 1985 Reivax au Bongo (Crammed/MTM 2)
- 1988 Guilty! – Zazou / Bikaye – (Crammed)
- 1989 Géologies (Crammed/MTM 20)
- 1989 Géographies / 13 proverbes Africains (Crammed/MTM 5, CD-Wiederveröffentlichung)
- 1991 Les Nouvelles Polyphonies Corses (Phonogram Frankreich)
- 1991 Nunc Musics (Taktic, Kompilation mit zwei extra Titeln von Zazou)
- 1992 Sahara Blue (Crammed/MTM 32)
  - Gesang: Samy Birnbach, Richard Bohringer, John Cale, Dominique Dalcan, Sussan Deyhim, Lisa Gerrard and Brendan Perry of Dead Can Dance, Gérard Depardieu, Anneli Drecker, Barbara Gogan, Khaled, Ketema Mekonn, Malka Spigel, David Sylvian (als "Mr. X")
  - Mitmusiker: Kent Condon, Yuka Fujii, Kenji Jammer, Vincent Kenis, Nabil Khalidi, Bill Laswell, Christian Lechevretel, Keith Leblanc, Lightwave, Gilles Martin, Denis Moulin, Renaud Pion, Ryuichi Sakamoto, Steve Shehan, Guy Sigsworth, Tim Simenon, Elizabeth Valetti, Daniel Yvinec, Mr. X
- 1993 Out of Tuva – Sainkho (Crammed)
- 1994 Sorrow and Solitude – Penta Leslee Swanson (ErdenKlang)
- 1994 Chansons des mers froides (englische Veröffentlichung unter Songs from the Cold Seas) (Columbia)
  - Gesang: Björk, John Cale, Tokiko Kato, Lioudmila Khandi, Kilabuk & Nooveya, Catherine-Ann MacPhee, Wimme Saari, Jane Siberry, Siouxsie Sioux, Värttina, Suzanne Vega, Lena Willemark
  - Mitmusiker: Ainu dancers of Hokkaidō, Balanescu Quartet, Budgie, Tchotghtguerele Chalchin, Barbara Gogan, Mark Isham, Lightwave, Sargo Maianagacheva, Demnine Ngamtovsovo, Brendan Perry, Marc Ribot, Sakharine Percussion Group, Noriko Sanagi, Sissimut Dance Drummers, Angelin Tytot
- 1995 Glyph – Harold Budd und Hector Zazou (Crammed/MTM 37)
- 1997 Made on Earth – Barbara Gogan und Hector Zazou (Crammed)
- 1998 Lights in the Dark (Warner Music France)
  - Gesang: Breda Mayock, Katie McMahon, and Lasairfhiona Ni Chonaola.
  - Mitmusiker: Pierre d'Aquin, John B., Richard Bourreau, André Compostel, Kent Condon, Francoise Debout, Papa D'jabate, Peter Gabriel, Mark Isham, Caroline Lavelle, Lucie de Lisieu, Germain de Loing, Denis Mc Ardle, Didier Malherbe, Kristen Noguez, Carlos Núñez, Brendan Perry, Hossam Ramzay, Minna Raskinen, Thierry Robin, Ryuichi Sakamoto, Noriko Sanagi, Silap' (Chor), Ivan Tchekine, The Wiltshire Souls, and Daniel Yvinec.
- 1998 Soak – Mimi  (Produzent: Zazou, Luaka Bop Records)
- 1999 Os amores libres – Carlos Núñez (BMG)
- 1999 Le creux des fées – Laurence Revey (Naïve)
- 2000 12 (Las Vegas Is Cursed) – Sandy Dillon & Hector Zazou (Crammed/First World)
- 2001 The Abandoned Piano (War Version) – Arlo Bigazzi / Claudio Chianura / Lance Henson. Die Titel, The Wolf and the Moon und Drop 6 –  (Kompilation Album, von Hector Zazou mit William Orbit)
- 2001 Alfabet  – Anne Grete Preus (WEA, zwei Titel produziert von Zazou)
- 2002 Per grazia ricevuta – PGR (Mercury)
- 2003 Yol Bolsin – Sevara Nazarxon (Real World)
- 2003 Strong Currents (Materiali Sonori)
  - Gesang auf dem Album: Laurie Anderson, Jane Birkin, Lori Carson, Melanie Gabriel, Lisa Germano, Irene Grandi, Nicola Hitchcock, Nina Hynes, Caroline Lavelle, Sarah Jane Morris, Catherine Russell, Emma Stow
  - Mitmusiker: Archaea Strings, Stefano Bollani, Pierre Chaze, Mathias Desmiers, Lone Kent, Carlos Núñez, Renaud Pion, Dennis Rea, Bill Rieflin, Ryuichi Sakamoto
- 2004 L'absence (Taktic)
  - Gesang auf dem Album:  Asia Argento, Katrina Beckford, Lucrezia von Berger, Edo, Nicola Hitchcock, Caroline Lavelle, Laurence Revey, Emma Stow
- 2006 Quadri+Chromies – Hector Zazou und Bernard Caillaud (CD and DVD, Materiali Sonori/Taktic)
- 2006 Slow Music Project (Musik herunterladbar über die King Crimson Webseite DGMLive.com)
- 2008  Corps électriques – Hector Zazou / KatieJane Garside (Signature)
  - Mitmusiker: Bill Rieflin, Lone Kent and Nils Petter Molvær
- 2008 In the House of Mirrors (Hector Zazou & Swara – Crammed)
- 2010  Oriental Night Fever – Hector Zazou, Barbara Eramo and Stefano Saletti (Naïve Records)
- 2011 The Arch Eva Quartet & Hector Zazou (Elen Music)

### Singles
- 1983 Malimba – Zazou / Papa Wemba – (12" Single, Crammed)
- 1984 M'Pasi Ya M'Pamba – Zazou / Bikaye / CY1 – (12" Single, Crammed)
- 1985 Mr. Manager – Zazou / Bikaye – (7" and 12" Singles, Crammed)
- 1988 Guilty! / Na Kenda – Zazou / Bikaye – (12" Single, Crammed)
- 1990 Get Back (Longwa) – Zazou / Bikaye – (12" Single, SSR/Crammed)
- 1992 I'll Strangle You – mit Anneli Drecker und Gérard Depardieu (Crammed)
- 1992 Sahara Blue (Trois inédits) – mit Ryuichi Sakamoto, Barbara Gogan und Steven Brown (Columbia)
- 1995 The Long Voyage – mit John Cale and Suzanne Vega (Columbia)
- 1996 Phume and The Solid Doctor – Hector Zazou & Harold Budd – Glyph Records, Remix von Herbert, (12", SSR/Crammed)

### Filmmusik
- Pygmées (1986), Regie: Raymond Adam
- Driving Me Crazy (1988), Regie: Nick Broomfield
- Der lange Schatten der Melancholie (1994), Regie:  Susanne Freund
- Enquête sur le monde invisible (2002), Regie: Jean-Michel Roux
- Djanta (2007), Regie: Tassere Ouédraogo

## Filmografie
- The Long Voyage, Hector Zazou mit Suzanne Vega und John Cale (1994)[5] Regie: Hector Zazou
- Scott Walker: 30 Century Man (2006) Dokumentation über Scott Walker als er selbst.[6]